# ماكس ليندهولم
ماكس ليندهولم (بالفنلندية: Max Lindholm)‏ هو متزلج فني فنلندي، ولد في 27 ديسمبر 1990 في إسبو في فنلندا.

## وصلات خارجية
- ماكس ليندهولم على موقع الاتحاد الدولي للتزلج (الإنجليزية)
- ماكس ليندهولم على موقع الاتحاد الدولي للتزلج (الإنجليزية)